# Laveyron
Laveyron és un municipi francès situat al departament de la Droma i a la regió d'Alvèrnia-Roine-Alps. L'any 2007 tenia 918 habitants.

## Demografia

### Població
El 2007 la població de fet de Laveyron era de 918 persones. Hi havia 362 famílies de les quals 92 eren unipersonals (36 homes vivint sols i 56 dones vivint soles), 105 parelles sense fills, 125 parelles amb fills i 40 famílies monoparentals amb fills.
La població ha evolucionat segons el següent gràfic:
Habitants censats

### Habitatges
El 2007 hi havia 389 habitatges, 366 eren l'habitatge principal de la família, 9 eren segones residències i 14 estaven desocupats. 335 eren cases i 53 eren apartaments. Dels 366 habitatges principals, 295 estaven ocupats pels seus propietaris, 66 estaven llogats i ocupats pels llogaters i 5 estaven cedits a títol gratuït; 1 tenia una cambra, 10 en tenien dues, 46 en tenien tres, 116 en tenien quatre i 193 en tenien cinc o més. 307 habitatges disposaven pel capbaix d'una plaça de pàrquing. A 158 habitatges hi havia un automòbil i a 173 n'hi havia dos o més.

### Piràmide de població
La piràmide de població per edats i sexe el 2009 era:
| Homes | Edats   | Dones |
| ----- | ------- | ----- |
| 0     | 95 o +  | 0     |
| 1     | 90 a 94 | 2     |
| 4     | 85 a 89 | 2     |
| 4     | 80 a 84 | 8     |
| 16    | 75 a 79 | 22    |
| 22    | 70 a 74 | 32    |
| 32    | 65 a 69 | 24    |
| 26    | 60 a 64 | 36    |
| 23    | 55 a 59 | 27    |
| 23    | 50 a 54 | 24    |
| 30    | 45 a 49 | 23    |
| 32    | 40 a 44 | 29    |
| 36    | 35 a 39 | 44    |
| 25    | 30 a 34 | 23    |
| 24    | 25 a 29 | 28    |
| 22    | 20 a 24 | 28    |
| 23    | 15 a 19 | 31    |
| 26    | 10 a 14 | 24    |
| 27    | 5 a 9   | 25    |
| 26    | 0 a 4   | 28    |

## Economia
El 2007 la població en edat de treballar era de 554 persones, 408 eren actives i 146 eren inactives. De les 408 persones actives 358 estaven ocupades (206 homes i 152 dones) i 50 estaven aturades (15 homes i 35 dones). De les 146 persones inactives 43 estaven jubilades, 48 estaven estudiant i 55 estaven classificades com a «altres inactius».

### Ingressos
El 2009 a Laveyron hi havia 368 unitats fiscals que integraven 930 persones, la mediana anual d'ingressos fiscals per persona era de 16.974 €.

### Activitats econòmiques
Dels 39 establiments que hi havia el 2007, 1 era d'una empresa extractiva, 4 d'empreses de fabricació d'altres productes industrials, 9 d'empreses de construcció, 11 d'empreses de comerç i reparació d'automòbils, 2 d'empreses de transport, 1 d'una empresa d'hostatgeria i restauració, 2 d'empreses financeres, 1 d'una empresa immobiliària, 5 d'empreses de serveis, 1 d'una entitat de l'administració pública i 2 d'empreses classificades com a «altres activitats de serveis».
Dels 13 establiments de servei als particulars que hi havia el 2009, 4 eren tallers de reparació d'automòbils i de material agrícola, 2 paletes, 3 guixaires pintors, 2 lampisteries, 1 electricista i 1 restaurant.
Dels 3 establiments comercials que hi havia el 2009, 1 era un supermercat, 1 una carnisseria i 1 un drogueria.
L'any 2000 a Laveyron hi havia 8 explotacions agrícoles que ocupaven un total de 129 hectàrees.

## Equipaments sanitaris i escolars
El 2009 hi havia una escola elemental.

## Poblacions més properes
El següent diagrama mostra les poblacions més properes.